# Робертсова лечва
Робертсова лечва (лат. Kobus leche robertsi) је изумрла подврста врсте афричке антилопе лечве (Kobus leche).

## Угроженост
Ова подврста је наведена као изумрла, што значи да нису познати живи примерци.

## Распрострањење и станиште
Ареал подврсте је био ограничен на околину града Кавамбва у јужноафричкој држави Замбији.
Ранија станиште подврсте су била мочварна подручја.